# Obozerszkij
Obozerszkij (oroszul: Обозерский) városi jellegű település Oroszország Arhangelszki területén, a Pleszecki járásban. Jelentős vasúti csomópont.
Lakossága: 3620 fő (a 2010. évi népszámláláskor).

## Elhelyezkedése
Az Arhangelszki terület nyugati részén, Arhangelszktől vasúton 133 km-re délre, a Vajmuga folyó felső szakasza mentén fekszik. Távolsága Pleszeck járási székhelytől közúton 110 km, vasúton 80 km. Vasúti csomópont, a Vologda–Konosa–Arhangelszk vasúti fővonalhoz itt csatlakozik az Onyega város és az Onyegai-öböl más települései (Belomorszk) felé vezető vonal. 

## Története
A körzet erdeiben 1896-ban kezdték meg a fakitermelést. A 19. század közepétől ismert Alekszandrovszk falu helyén 1897-ben jött létre Obozerszkij vasútállomás (neve a közeli Obozero-tó nevéből származik). Az Onyegai-öböl felé vezető vasútvonalon 1939-ben indult meg a forgalom. Az állomás körül kialakult helységet 1957-ben hivatalosan is munkástelepüléssé (rabocsij poszjolok) nyilvánították. 
A szomszéd falu (Letnyeozjorszk) mellett a szovjet korszakban katonai repülőtér működött.

## 21. század
A Szovjetunió idején épített mészmű jogutódjaként 1992-ben létrehozott gazdasági társaság 2004-ben megszűnt.
A település gazdasági életében továbbra is meghatározó szerepe van a vasútnak. Az aktív lakosság döntő többsége a vasút különböző részlegeinek alkalmazásában áll.